# Janeth Jepkosgei
Janeth Jepkosgei Busienei (Kabirirsang, 1983. december 13. –) világbajnok kenyai atléta.
Megnyerte a nyolcszáz méteres síkfutás döntőjét a 2007-es oszakai világbajnokságon. A pekingi olimpián ezüstérmes lett a számban honfitársa, Pamela Jelimo mögött. 2009-ben a berlini világbajnokságon másodikként végzett a dél-afrikai Caster Semenya mögött.

## Egyéni legjobbjai
- 800 méter - 1:56,04
- 1000 méter - 2:37,98
- 1500 méter - 4:08,48